# Gerolamo Salvi
Gerolamo (o Girolamo) Salvi (Vicenza, 16 settembre 1804 – Vicenza, 22 ottobre 1878) è stato un nobile italiano benefattore del Comune di Vicenza.

## Biografia

### La famiglia Salvi
La famiglia Salvi (de Salvi) sembra provenisse da Bergamo dove risulta segnalata sin dal 1362. Antonio Salvi e Catterina Caldera, avevano tre figli, tutti nati a Vicenza: Giuseppe, Alessandro e Gerolamo.
La famiglia, notevolmente ricca, era desiderosa di accedere ad un titolo nobiliare, che veniva venduto ai migliori offerenti dalla Repubblica di Venezia ormai avviata al tramonto e sempre in crisi finanziaria; nel 1750 a fronte di un versamento di 60.000 ducati nelle casse del Monte di Pietà, poté acquisire il titolo nobiliare per tutta la discendenza maschile. Nel 1790 i Salvi vennero anche ammessi al Consiglio dei Nobili Vicentini.

### Il benefattore
Girolamo trascorse tutta la sua vita ad amministrare il patrimonio della famiglia di cui era l'ultimo discendente, essendo i suoi fratelli morti senza eredi: Giuseppe, il più anziano nato nel 1799 e deceduto nel 1860, Alessandro, di un paio d'anni più giovane e morto nel 1862; Gerolamo, nato nel 1804, fu quello che visse più a lungo, fino al 1878.
Durante la difesa di Vicenza del 1848 il Salvi non partecipò alla lotta, anche perché ostile ai patrioti Lodovico e Valentino Pasini, così dovette fuggire a Milano perché inseguito dai popolani. L'unico suo intervento è un manifesto del 16 aprile 1848 intitolato "Manifesto di Vicenza" diretto al Comitato Provvisorio Dipartimentale.
Il conte Girolamo Salvi maturò la convinzione che, più del titolo comitale, avrebbe giovato alla sua fama la generosa offerta dell'ingente patrimonio per "togliere dal lastrico dei miserabili e sanare la lurida piaga dell'accattonaggio".
A tal fine egli con il testamento del 13 maggio 1873 costituì suo erede universale il Comune di Vicenza, affinché con la sostanza lasciata "debba fondare un asilo di mendicità nel quale saranno ricoverati i poveri ( ... ) privi di ogni mezzo per l'età avanzata o per difetti fisici e quelli individui che per imperfezione di corpo o per debolezza di mente, oltre che siano di soverchio peso per loro famiglie, richieggano una continua sorveglianza e attenzione". 
Il Conte Girolamo si assicurò così la riconoscenza dei Vicentini per il lascito del suo patrimonio, valutato in Lire 1.182.109, al Comune di Vicenza "mia cara patria, affinché, con la sostanza ereditata, debba fondare un Asilo di mendicità per ricoverarvi i poveri del comune di Vicenza non per vanità, ma perché resti memoria dell'affetto che porto alla mia città natale, che questo asilo sia chiamato Istituto Salvi".

### L'Istituto Salvi

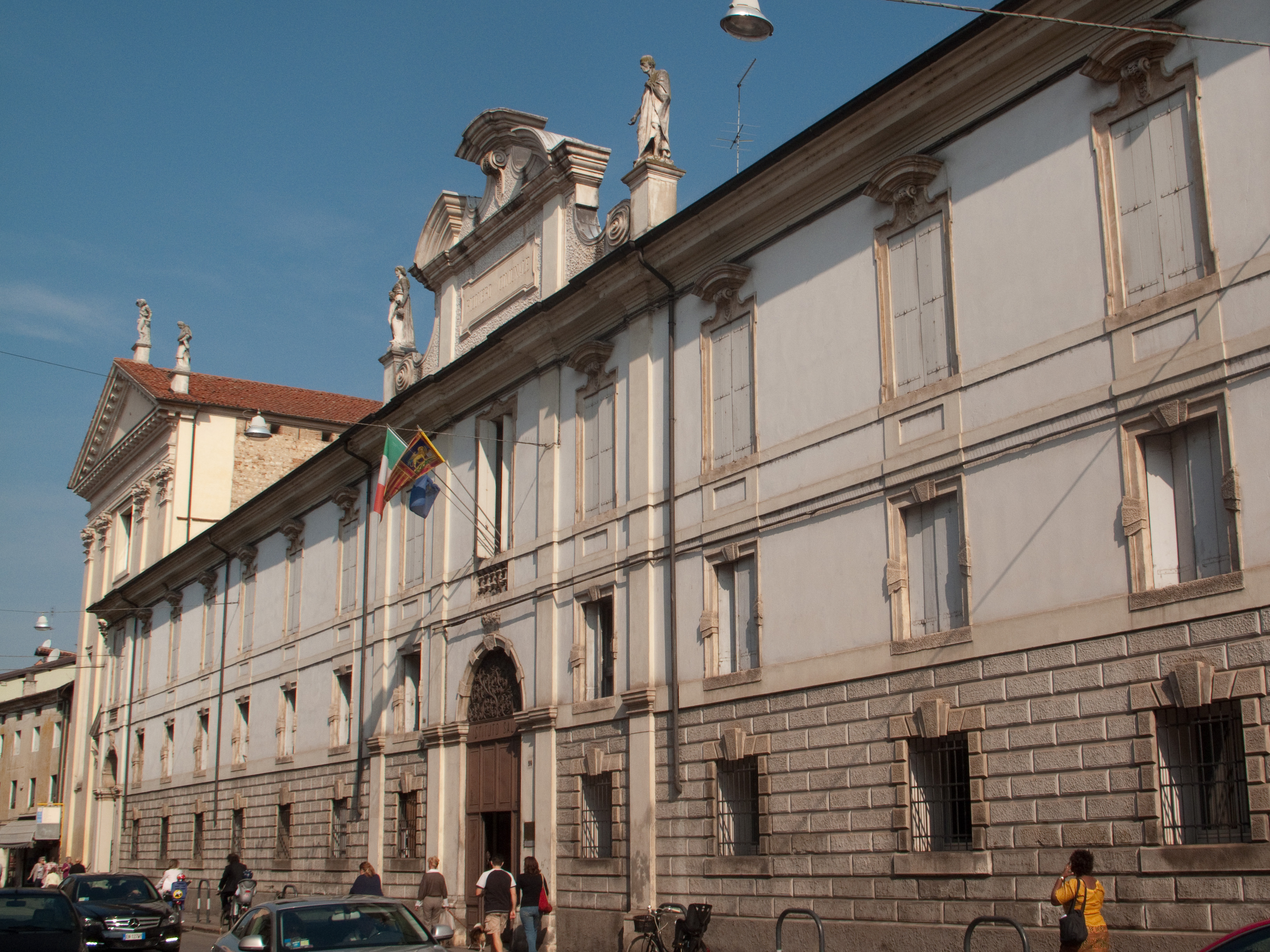
Istituto Salvi - Facciata

Le disposizioni del Salvi - dopo una lunga serie di vicende burocratiche e di lunghe contestazioni parentali, così che Gerolamo cambiò più volte il testo del testamento - divennero esecutive con l'acquisto degli ambienti dell'ex convento di San Giuliano, opportunamente restaurati e attrezzati nella seconda metà degli anni ottanta (quando egli era già morto), gli anni in cui la città fu colpita da una nuova grave epidemia colerica nell'estate del 1886; passata quella bufera, l'Istituto poté riprendere la sua attività assistenziale. Più volte furono restaurati i suoi locali più fatiscenti e furono aperti nuovi padiglioni.
La Pia fondazione iniziò a funzionare regolarmente dal 2 luglio 1878 e venne eretta Ente morale con Regio Decreto 21 ottobre 1883 con patrimonio di Lire 5.000.000, molto di più di quanto aveva lasciato Girolamo Salvi, perché, altri benefattori aumentarono la sostanza, come Francesco Rubini con Lire 360.829, il fratello Angelo con Lire 75.530, la signora Scrinzi Teresa con Lire 50.000.
L'istituto svolge l'attività ancor oggi nella sede di corso Padova che, integrata ed ampliata nel corso della sua lunga esistenza, ospita circa 450 anziani non autosufficienti.

### I Giardini Salvi

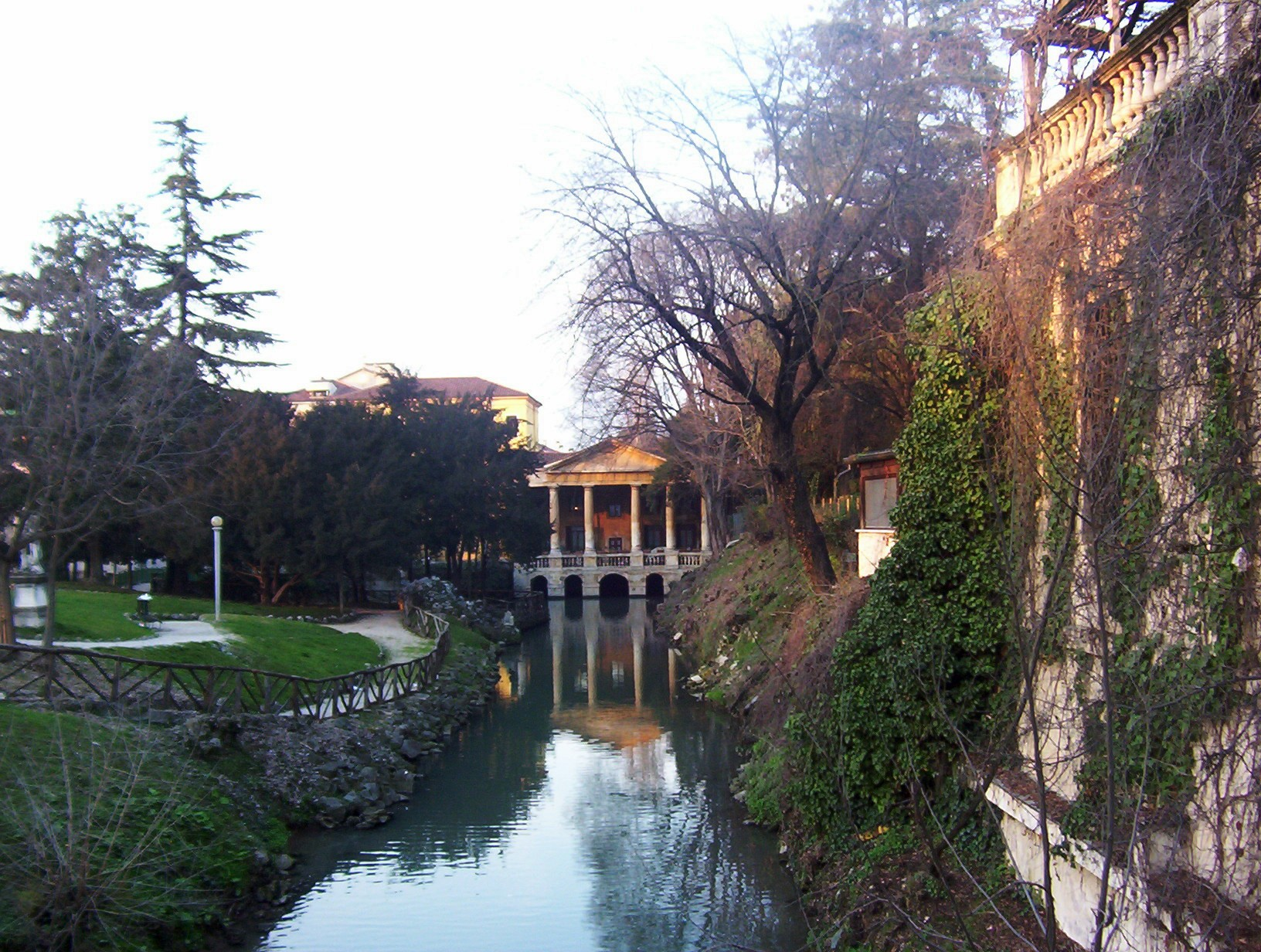
I giardini Salvi con la Loggia Valmarana sull'antico alveo della Seriola

Anche il Giardino Salvi era nel lascito del Conte Girolamo, ma il 25 maggio 1907 il Comune acquistò il Giardino (12.000 metri quadri) per la somma di Lire 90.000; il giardino fu aperto al pubblico il 1º giugno 1909.